# Primo viaggio di Abel Tasman
Il primo viaggio di Abel Tasman avvenne tra l'agosto del 1642 e il giugno del 1643 per conto della Compagnia olandese delle Indie orientali. Dopo il viaggio di François Thijssen, l'esplorazione si concentrò alla ricerca di terre ad est dell'Australia, a sud dell'Oceano Pacifico. Durante il viaggio Abel Tasman scoprì la Terra di Van Diemen, oggi Tasmania, la Nuova Zelanda e le Isole Figi.

## Antefatti
Nel 1639 Tasman partecipò come secondo ufficiale ad una spedizione di esplorazione nel nord del Pacifico; la flotta era composta dalle navi Heemskerk e Zeehaen. Dopo numerose peripezie, la spedizione raggiunse Formosa (attuale Taiwan), a novembre, ma quaranta persone su un equipaggio di novanta erano morte. Seguirono altri viaggi, tra cui uno in Giappone nel biennio 1640-1641, e uno, nel 1642, a Palembang, sull'isola di Sumatra, dove Tasman riuscì ad condurre a buon fine una trattativa economica con il sultano locale.

## Il viaggio
In seguito a questi successi, nell'agosto 1642 Tasman fu messo a capo di una nuova spedizione, con l'importante e difficile compito di trovare le sconosciute terre del Sud, che si credeva si trovassero da qualche parte nel sud dell'Oceano Pacifico, ma che non erano ancora mai state viste da nessun esploratore europeo. Tasman così partì, e si diresse per prima cosa verso l'isola di Mauritius; superato questo punto di sosta intermedio, salpò verso est, dove presumeva si trovasse la costa ovest dell'Australia (solo questa parte del continente era conosciuta agli olandesi; l'intera costa sud non era mai stata esplorata).

### Tasmania
Il 24 novembre 1642, Tasman avvistò la costa occidentale della Tasmania, probabilmente nei pressi di Macquarie Harbour. La nuova terra fu chiamata Van Diemen's Land (Terra di Van Diemen), in onore del medesimo governatore delle Indie Olandesi. Tasman procedette verso sud fino all'estremità meridionale dell'isola, e poi si diresse verso nord-est, fino a toccare la penisola più estrema in quella direzione (la Forestier's Peninsula). In quel luogo l'equipaggio provò a scendere a terra, ma le cattive condizioni del mare non lo permisero; ma il 3 dicembre 1642 il carpentiere riuscì a raggiungere la riva e a piantare la bandiera olandese, prendendo così formalmente possesso dell'isola.

### Nuova Zelanda
A questo punto Tasman decise di procedere in direzione nord, ma a causa del vento contrario fu costretto a ripiegare verso est; e fu così che, il 13 dicembre 1642, avvistò la costa dell'isola sud della Nuova Zelanda. L'esploratore navigò ancora più a est, e nove giorni più tardi chiamò la terra Staten Landt, pensando che l'isola fosse in qualche modo connessa con un'altra isola, la Staten Island in Argentina, all'estremità meridionale del Sud America. Procedendo lungo la costa occidentale, prima verso nord e poi verso nord-est, una delle sue navi fu attaccata da alcuni Maori a bordo di canoe da guerra, e quattro membri dell'equipaggio furono uccisi. Si è recentemente pensato che alcuni dei marinai di Tasman, il 16 dicembre 1642, possano essere scesi brevemente a terra, ma nessuna fonte ufficiale conferma questa ipotesi. Tasman chiamò il luogo dell'attacco Murderers' Bay (oggi Golden Bay), e navigò verso nord, ma stranamente scambiò lo Stretto di Cook per una baia (e lo chiamò Zeehaen's Bight). Due dei nomi dati da Tasman sussistono ancora in Nuova Zelanda: si tratta di Cape Maria Van Diemen e Three Kings Islands.

### Arcipelaghi di Tonga, Figi e Nuova Guinea
Durante il viaggio di ritorno, il 21 gennaio 1643, Tasman attraversò l'arcipelago delle Tonga. Ma mentre la spedizione attraversava le Isole Figi, le navi andarono molto vicine al naufragio, rischiando di finire distrutte su una scogliera, all'interno di una baia, ma il pericolo fu evitato. Alla fine, Tasman si diresse verso ovest, costeggiò la Nuova Guinea, e arrivò a Batavia il 15 giugno 1643.